# Stéphanie Groß
Stéphanie Mary Groß (Basilea, Suiza, 12 de octubre de 1974) es una deportista alemana que compitió en lucha libre. Ganó cinco medallas en el Campeonato Mundial de Lucha entre los años 1996 y 2007, y dos medallas en el Campeonato Europeo de Lucha, en los años 1998 y 2004.
Participó en dos Juegos Olímpicos de Atenas 2004, ocupando el séptimo lugar en la categoría de 63 kg.

## Palmarés internacional
| Campeonato Mundial | Campeonato Mundial         | Campeonato Mundial | Campeonato Mundial |
| Año                | Lugar                      | Medalla            | Categoría          |
| ------------------ | -------------------------- | ------------------ | ------------------ |
| 1996               | Sofía (Bulgaria)           | Medalla de bronce  | 61 kg              |
| 1997               | Clermont-Ferrand (Francia) | Medalla de plata   | 62 kg              |
| 1998               | Poznań (Polonia)           | Medalla de plata   | 68 kg              |
| 2000               | Sofía (Bulgaria)           | Medalla de bronce  | 62 kg              |
| 2007               | Bakú (Azerbaiyán)          | Medalla de plata   | 59 kg              |
| Campeonato Europeo |                            |                    |                    |
| Año                | Lugar                      | Medalla            | Categoría          |
| 1998               | Bratislava (Eslovaquia)    | Medalla de plata   | 62 kg              |
| 2004               | Haparanda (Suecia)         | Medalla de plata   | 63 kg              |